# Ерофеева, Елена Валентиновна
Еле́на Валенти́новна Ерофе́ева (род. 7 мая 1965, Пермь) — российский лингвист, специалист по фонетике, социолингвистике, когнитивной лингвистике, современному русскому языку, математическому моделированию, заведующая кафедрой теоретического и прикладного языкознания ПГНИУ (с 2012), доктор филологических наук, профессор. В Пермском университете возглавляет научное направление «Социолингвистическое изучение городской речи».

## Биография
Дочь лингвиста Т. И. Ерофеевой. В 1987 году окончила отделение структурной, прикладной и математической лингвистики филологического факультета ЛГУ им. А. А. Жданова. Специализировалась в области фонетики под руководством профессора А. С. Штерн.
В 1987—1989 годах — инженер научно-производственного объединения «Парма». В 1989—1995 — ассистент, в 1995—1996 — старший преподаватель кафедры русского языка и общего языкознания филологического факультета Пермского пединститута.
В 1993 году защитила кандидатскую диссертацию «Фонетическая вариативность фонологической системы гласных (сопоставительный анализ петербургского и пермского вокализма)», а в 2006 году — докторскую диссертацию «Идиомы как вероятностные структуры: социолингвистический аспект».
В 1995—1999 — старший преподаватель, 1999—2007 — доцент, с 2007 — профессор кафедры общего и славянского языкознания (с 2013 — кафедра теоретического и прикладного языкознания) Пермского университета.
С 2012 года заведует кафедрой теоретического и прикладного языкознания филологического факультета ПГНИУ.

## Научная и учебная деятельность
Е. В. Ерофеева читает курсы «Общее языкознание», «Общая фонетика», «Актуальные проблемы социолингвистики», «Проблемы исследования ментального лексикона», «Вероятностные модели и методы языкознания», «Статистика для лингвистов», «История и методология науки» и др.
Е. В. Ерофеева —  главный редактор научного журнала «Социо- и психолингвистические исследования» Архивная копия от 7 июля 2015 на Wayback Machine, один из главных редакторов межвузовского сборника научных статей «Проблемы социо- и психолингвистики» (2002–2012), член редколлегии Архивная копия от 1 июня 2015 на Wayback Machine ВАКовского журнала «Вестник Пермского университета». Серия «Российская и зарубежная филология», а также научного журнала «Евразийский вестник гуманитарных исследований» Архивная копия от 7 июля 2015 на Wayback Machine.
Имеет более 220 научных трудов в отечественных и в зарубежных изданиях, среди которых три монографии, пять звучащих хрестоматий, пять учебных пособий и более 150 статей.
Е. В. Ерофеева — постоянный участник зарубежных международных конференций в Мадриде, Софии, Лёвене, Скопье и др.; член оргкомитетов (см. напр.).
В ПГНИУ Е. В. Ерофеева является одним из лидеров научного направления Архивная копия от 7 июля 2015 на Wayback Machine «Социолингвистическое изучение городской речи» Архивная копия от 17 апреля 2014 на Wayback Machine и руководителем программы создания базы данных «Устная русская речь Пермского края».
Руководитель направления по исследованию устной русской городской речи и речи билингвов Пермского края на кафедре теоретического и прикладного языкознания филологического факультета Пермского университета. Один из создателей и руководителей научного семинара «Школа социопсихолингвистики».
Руководитель 4 и участник 15 проектов научных исследований, поддержанных грантами РГНФ, РФФИ и Министерства образования.
Текущая научная деятельность: изучение различных сторон устной городской речи с социолингвистической точки зрения; статистическое моделирование социолингвистических феноменов; развитие теории социальной дифференциации языка; исследование русской речи и языкового сознания билингвов Пермского края; изучение языковой ситуации города Перми и Пермского края как результата взаимодействия социальных и культурных факторов, изучение ментального лексикона монолингвов и билингвов.
Входит в состав диссертационного совета Д212.189.11 при Пермском университете, специальности 10.01.01 — Русская литература: 10.02.01 — Русский язык: 10.02.19 — Теория языка.
Является членом Петербургского лингвистического общества; член Пермского регионального отделения Всероссийского общества психолингвистов. Член международного научного общества Cognitive Science Society и Межрегиональной ассоциации когнитивных исследований (МАКИ) Архивная копия от 22 июня 2015 на Wayback Machine.

## Избранные научные работы
Е. В. Ерофеева имеет более 220 научных публикаций. Среди них:

### Монографии
- Ерофеева Е. В., Полякова Е. Н., Штерн А. С. Русские говоры Пермского региона: Формирование. Функционирование. Развитие. Пермь, 1998. Архивная копия от 24 мая 2015 на Wayback Machine
- Ерофеева Е. В. Вероятностная структура идиомов: социолингвистический аспект. Пермь: Изд-во Перм. ун-та, 2005. Архивная копия от 9 июля 2015 на Wayback Machine
- Ерофеева Е. В. Соотношение обыденных толкований и ассоциативных полей слов // Обыденное метаязыковое сознание: онтологоческие и гносеологические аспекты: коллект. моногр. / отв. ред. Н. Д. Голев; Кемеровск. гос. ун-т. Кемерово, 2012. Ч. 4. С.64-74.

### Звучащие хрестоматии
- Городские социолекты: Пермская городская речь: звучащая хрестоматия / Ерофеева Е. В., Ерофеева Т. И., Грачёва Е. И. Пермь-Бохум, 2000. 172 с. CD.
- Русская речь коми-пермяков: звучащая хрестоматия / Боронникова Н. В., Доценко Т. И., Ерофеева Е. В., Ерофеева Т. И., Овчинникова Е. В., Угланова И. А.; науч. ред. Т. И. Ерофеева. Пермь, 2007. 72 с. CD.
- Русская спонтанная речь татароязычных билингвов Пермского края: Ординский район: звучащая хрестоматия / Боронникова Н. В., Ерофеева Е. В., Ерофеева Т. И., Пунько К. В., Тимганова Д. Ш.; науч. ред. Ерофеева Т. И.. Пермь, 2010. 100 с. CD.
- Русская спонтанная речь татароязычных билингвов Пермского края: звучащая хрестоматия / Автухович Ю. Э., Ахатова Г. А., Боронникова Н. В., Гаранович М. В., Ерофеева Е. В., Ерофеева Т. И., Кустова И. В., Овчинникова Е. В., Пепеляева Е. В., Тимганова Д. Ш., Худякова Е. В.; науч. ред. Ерофеева Т. И.. Пермь, 2012. 124 с. CD.
- Русская спонтанная речь коми-пермяков: Национальные традиции: звучащая хрестоматия / Березина В. Ю., Боронникова Н. В., Ерофеева Е. В., Ерофеева Т. И., Овчинникова Е. В., Пепеляева Е. В., Томилина М. А., Худякова Е. С.; науч. ред. Ерофеева Т. И.. Пермь, 2014. 112 с. CD.

### Учебные пособия
- Ерофеева Е. В. Экспериментальное исследование фонетики регионального варианта литературного языка: учеб. пособие / Перм. гос. ун-т. Пермь, 1997. 140 с. Архивная копия от 9 июля 2015 на Wayback Machine
- Ерофеева Е. В., Ерофеева Т. И., Скитова Ф. Л. Локализмы в литературной речи горожан: учебное пособие / Перм. гос. ун-т. Пермь, 2002. 104 с.
- Ерофеева Е. В., Овчинникова И. Г., Боронникова Н. В. Информационно-коммуникационные технологии для учителя-словесника. Пермь: Департамент образования и науки; ПермГУ, 2004.
- Ерофеева Е. В., Овчинникова И. Г., Боронникова Н. В. Введение в языкознание / Перм. гос. ун-т. Пермь, 2006. 152 с.
- Ерофеева Е. В., Ерофеева Т. И., Скитова Ф. Л. Локализмы в литературной речи горожан. Учебное пособие. М.: Флинта, 2012. 107 с. ISBN 978-5-9765-1501-7. Архивная копия от 9 июля 2015 на Wayback Machine Архивная копия от 9 июля 2015 на Wayback Machine Архивная копия от 7 июля 2015 на Wayback Machine

### Избранные статьи
- Ерофеева Е. В. К вопросу о фонетических характеристиках речи мужчин и женщин // Русский язык сегодня / отв. ред. Л. П. Крысин; Ин-т рус. яз. РАН. М.: Азбуковник, 2000. Вып. 1 Архивная копия от 24 сентября 2015 на Wayback Machine. С. 93–99.
- Ерофеева Е. В. Архивная копия от 7 июля 2015 на Wayback Machine К вопросу о природе подсистем языка Архивная копия от 7 июля 2015 на Wayback Machine // Проблемы социо- и психолингвистики: Сб. ст. / Отв. ред. Т. И. Ерофеева; Перм. ун-т. Пермь, 2002. Вып.1. С. 12–16.
- Ерофеева Е. В. Архивная копия от 7 июля 2015 на Wayback Machine К вопросу о соотношении понятий норма и узус Архивная копия от 7 июля 2015 на Wayback Machine // Проблемы социо- и психолингвистики: Сб. ст. / Отв. ред. Т. И. Ерофеева; Перм. ун-т. Пермь, 2003. Вып.2. С. 3–8.
- Ерофеева Е. В., Кудлаева А. Н. Архивная копия от 8 июля 2015 на Wayback Machine К вопросу о соотношении понятий ТЕКСТ и ДИСКУРС Архивная копия от 8 июля 2015 на Wayback Machine // Проблемы социо- и психолингвистики: Сб. ст. / Отв. ред. Т. И. Ерофеева; Перм. ун-т. Пермь, 2003. Вып.3. С. 28–36.
- Ерофеева Е. В. Статус просторечия в современном русском языке // Русский язык сегодня / отв. ред. Л. П. Крысин; Ин-т рус. яз. РАН. Вып. 2: Актуальные языковые процессы конца XX века Архивная копия от 1 июля 2017 на Wayback Machine. М.: Азбуковник, 2003. С. 434–442.
- Ерофеева Е. В. Вероятностная структура идиомов: социолингвистический аспект / Перм. гос. ун-т. Пермь, 2005. 320 с. Архивная копия от 8 июля 2015 на Wayback Machine
- Ерофеева Е. В. Взаимоотношения идиомов в социуме и идиолекте // Русский язык сегодня: сб. статей / отв. ред. Л. П. Крысин; Ин-т рус. яз. РАН;. М., 2006. Вып. 4: Проблемы языковой нормы Архивная копия от 24 сентября 2015 на Wayback Machine. С. 197–206.
- Ерофеева Е. В. Архивная копия от 13 июля 2018 на Wayback Machine Вероятностные подходы в социолингвистике Архивная копия от 13 июля 2018 на Wayback Machine // Филологические заметки. 2007. Часть II Архивная копия от 7 июля 2015 на Wayback Machine. 151—162.
- Ерофеева Е. В. Архивная копия от 7 июля 2015 на Wayback Machine, Сторожева Е. М. Идиомный компонент коннотативного значения слова Архивная копия от 7 июля 2015 на Wayback Machine // Вестник Пермского университета. Российская и зарубежная филология. 2009. Вып. 4. С. 5–13.
- Ерофеева Е. В Архивная копия от 7 июля 2015 на Wayback Machine. Языковая ситуация современного города и методы её исследования Архивная копия от 7 июля 2015 на Wayback Machine // Вестник Пермского университета. Российская и зарубежная филология. 2009. Вып. 5. С. 16–23.
- Доценко Т. А. Архивная копия от 24 сентября 2015 на Wayback Machine, Ерофеева Е. В., Ерофеева Т. И. Пермская школа социолингвистики: теоретические и методологические основания Архивная копия от 24 сентября 2015 на Wayback Machine // Вестник Пермского университета. Российская и зарубежная филология. 2010. Вып. 2(8). С. 144–155.
- Ерофеева Е. В., Ерофеева Т. И. Архивная копия от 7 июля 2015 на Wayback Machine Человек и текст: антропоцентрический подход к исследованию Архивная копия от 7 июля 2015 на Wayback Machine // Вестник Пермского университета. Российская и зарубежная филология. 2010. Вып. 4(10). С. 28–33.
- Ерофеева Е. В. Архивная копия от 7 июля 2015 на Wayback Machine Дифференциация и интеграция социолектов Архивная копия от 7 июля 2015 на Wayback Machine // Вестник Пермского университета. Российская и зарубежная филология. 2010. Вып. 5(11). С. 39–47.
- Ерофеева Е. В. Архивная копия от 24 сентября 2015 на Wayback Machine, Пепеляева Е. А. Структура семантического поля «Человек» в сознании носителей русского языка Архивная копия от 24 сентября 2015 на Wayback Machine // Вестник Пермского университета. Российская и зарубежная филология. 2011. Вып. 1(13). С. 7–19.
- Ерофеева Е. В. Архивная копия от 7 июля 2015 на Wayback Machine Норма: социопсихологический и статистический аспекты Архивная копия от 7 июля 2015 на Wayback Machine // Вестник Пермского университета. Российская и зарубежная филология. 2011. Вып. 4(16). С. 60–65.
- Ерофеева Е. В., Худякова Е. С. Психолингвистическое исследование ценностных установок билингвов (на материале тематической группы «Человек») Архивная копия от 7 июля 2015 на Wayback Machine // Вестник Пермского университета. Российская и зарубежная филология. 2012. Вып. 2(18). С. 7–16.
- Ерофеева Е. В. Вариативность в жаргоне любителей «Формулы-1» // Социо- и психолингвистические исследования. 2013. Вып. 1.
- Ерофеева Е. В. Архивная копия от 24 сентября 2015 на Wayback Machine Фонетические особенности в русской речи билингвов Пермского края: языковые контакты и языковой континуум Архивная копия от 24 сентября 2015 на Wayback Machine // Вестник Пермского университета. Российская и зарубежная филология. 2013. Вып. 1(21). С. 51–62.
- Ерофеева Е. В. Архивная копия от 7 июля 2015 на Wayback Machine Языковая ситуация Пермского края: особенности русской спонтанной речи и методы исследования Архивная копия от 7 июля 2015 на Wayback Machine // Вестник Пермского университета. Российская и зарубежная филология. 2013. Вып. 3(23). С. 7–16.
- Ерофеева Е. В. Архивная копия от 4 марта 2016 на Wayback Machine Социальные структуры в пространстве ментального лексикона Архивная копия от 4 марта 2016 на Wayback Machine // НОЦ ННКИ. Нейробиология, нейроинформатика и когнитивные исследования. То же:
- Ерофеева Е. В. Несоциологическое исследование социальных идентичностей и ценностей: теоретическое обоснование, методы исследования, язык Архивная копия от 7 июля 2015 на Wayback Machine // Социо- и психолингвистические исследования. 2014. Вып. 2. С. 90–102.
- Ерофеева Е. В. Архивная копия от 24 сентября 2015 на Wayback Machine Пермская школа социолингвистики: итоги работы и перспективы развития Архивная копия от 24 сентября 2015 на Wayback Machine // Вестник Пермского университета. Российская и зарубежная филология. 2014. Вып. 2(26). С. 160–171.
- Павлова Д. С. Архивная копия от 1 мая 2015 на Wayback Machine, Ерофеева Е. В. Семантическая структура устного спонтанного текста: теоретические и методологические подходы к исследованию Архивная копия от 1 мая 2015 на Wayback Machine // Вестник Пермского университета. Российская и зарубежная филология. 2015. Вып. 1(29). С. 5–17.
- Ерофеева Т. И., Ерофеева Е. В. Социальная диалектология в Пермском университете (краткий обзор, 1916–2016) Архивная копия от 22 октября 2016 на Wayback Machine // Вестник Пермского университета. Российская и зарубежная филология. 2016. Выпуск 3(35). С. 112–121.

### Зарубежные публикации
- E. V. Erofeeva, T. I. Erofeeva, N. V. Boronnikova. The Influence of the Komi-Permyak Language and Culture on Russian Texts of Bilingual Komi-Permyaks Архивная копия от 13 июля 2015 на Wayback Machine // Middle-East Journal of Scientific Research. 2013. Volume 16. № (12). pp. 1659–1668.
- E. Erofeeva, E. Khudyakova. Value attitudes of bilinguals: psycholinguistic research // Experimental Psycholinguistics Conference (ERP). 7-9 November 2012, Madrid. P. 213—214. Архивная копия от 7 июля 2015 на Wayback Machine
- Ерофеева Е. В. Структура словарной статьи и структура значений многозначного слова в ментальном лексиконе (на примере слова форма) Архивная копия от 9 июля 2015 на Wayback Machine // Исследовательский журнал русского языка и литературы (Вестник ИАРЯЛ). Тегеран (Иран), 2013. Vol. 1, № 1, C. 5-21.
- E. Erofeeva Архивная копия от 3 июня 2018 на Wayback Machine and others. The Forecasting of a Scientific Domain (on the Basis of a Leading Subject Journal) Архивная копия от 3 июня 2018 на Wayback Machine // Automatic Documentation and Mathematical Linguistics, 2014. Vol.48. No.5. pp. 246–258.
- E. Erofeeva. Variability of value system representation in bilingual mental lexicon depending on the language in use // International multidisciplinary scientific conference on social science and arts: Psychology and psychiatry, sociology and healthcare, education: conference proceedings. V.1: Psychology and psychiatry, education and educational research. Albena, Bulgaria, 2014. pp. 577–584.
- E. Erofeeva, T. I. Erofeeva (недоступная ссылка). Urban sociolects (недоступная ссылка) // International multidisciplinary scientific conference on social science and arts: Psychology and psychiatry, sociology and healthcare, education: conference proceedings. V.2: Sociology and healthcare. Albena, Bulgaria, 2014. pp. 1171–1178.
- Проект базы данных «Русская устная спонтанная речь Пермского края» // Pуско-македонски jaзични, культурни и литературни врски. Скопје. 2014. Вып. 5.
- Ерофеева Е. В. Семантические поля и группы в ментальном лексиконе билингва // Człoweiek. Świadomość. Komunikacja. Internet. / red. T.Soldatenkova, L. Szypuelewicz. Leuven, 2014. C. 711—723.

См. список публикаций Е. В. Ерофеевой на сайте ПермГУ Архивная копия от 7 июля 2015 на Wayback Machine